# Chiesa di San Martino Vescovo (Vergiate)
La chiesa di San Martino Vescovo è la parrocchiale di Vergiate, in provincia di Varese ed arcidiocesi di Milano; fa parte del decanato di Somma Lombardo.

## Storia
La prima citazione di una chiesa a Vergiate risale al XIII secolo. Da un documento del 1398 si apprende che questa chiesa era compresa nel vicariato foraneo di Somma. Nel XVII secolo l'edificio venne ampliato ed abbellito. Tra il 1689 e il 1691 fu realizzato l'altare maggiore dallo scultore Bernardino Castelli e, nel 1777, il coro della chiesa venne ingrandito. 
La nuova parrocchiale fu costruita su progetto di Enrico Locatelli nel 1888 e consacrata nell'ottobre di quello stesso anno. Nel 1898 venne collocato l'organo, opera della ditta Bernasconi di Varese e, nel 1907, fu sopraelevato il campanile. Nel 1936 venne costruita la facciata e, nel 2004, rifatto il pavimento.